# Shahpuhr de Rayy
Shahpuhr de Rayy va ser un general i marzban persa d'Armènia de l'any 483 al 484. Pertanyia a la casa de Mihran.
L'amny 483 el rei sassànida Peroz I, davant de la revolta que hi va haver a Armènia va enviar el general Zarmihr Karen a sotmetre-la, però no va tenir gaire èxit. Llavors el rei va enviar a aquest general a lluitar contra Vakhtang I Cap de Llop rei d'Ibèria. Shahpuhr va succeir al general Zarmihr Karen com a cap de l'exèrcit persa a Armènia i va rebre oficialment el títol de marzban, que els generals Mihran i Zarmihr, els anteriors caps, no havien tingut. Va intentar una política de conciliació i va fer concessions. Va tractar a les princeses de la casa dels Camsaracans, que el seu antecessor havia fet presoneres, amb gran consideració, per mirar d'aconseguir la fidelitat dels seus marits, però no ho va aconseguir.
Assabentat que el cap rebel Baanes I Mamiconi estava a Erez va voler sorprendre'l però va ser Baanes qui, advertit per la gent del lloc, va sorprendre el camp de Shahpuhr. El persa, l'endemà va fer assaltar la vila d'Olin o Xetia on Baanes havia passat la nit. Baanes va fugir abans de l'atac amb el seu germà Muixel, i els seus amics els germans Narses i Fraates Camsaracà de Shirak. El príncep de Siunia Gdehon va morir en els combats durant la persecució i Siunia va passar al príncep Vram.
El 484 el marzban es va assabentar que el rei de Pèrsia havia mort en la guerra contra els huns Heftalites i l'exèrcit persa havia estat destruït, i a més els heftalites havien ocupat les províncies de Merw (Margiàna) i Herat (Aria) i havien imposat a Pèrsia un tribut anyal. El marzban d'Armènia i el general Zarmihr d'Ibèria van córrer a Ctesifont per influir en l'elecció del nou rei. Va resultat elegit Balash, que va quedar sota el control del general Zarmihr Karen.